# Вигнанув (гміна Опочно)
Вигнанув (пол. Wygnanów) — село в Польщі, у гміні Опочно Опочинського повіту Лодзинського воєводства. Населення — 374 особи (2011).
У 1975-1998 роках село належало до Пйотрковського воєводства.

## Демографія
Демографічна структура станом на 31 березня 2011 року:
|          | Загалом | Допрацездатний вік | Працездатний вік | Постпрацездатний вік |
| -------- | ------- | ------------------ | ---------------- | -------------------- |
| Чоловіки | 176     | 39                 | 117              | 20                   |
| Жінки    | 198     | 48                 | 97               | 53                   |
| Разом    | 374     | 87                 | 214              | 73                   |